# شو كاميمورا
شو كاميمورا (باليابانية: 神村 奨) (29 مارس 1989 في ساغاميهارا في اليابان – )؛ هو لاعب كرة قدم ياباني سابق كان يلعب كمهاجم.

## وصلات خارجية
- شو كاميمورا على موقع رابطة كرة القدم اليابانية للمحترفين (اليابانية)
- شو كاميمورا على موقع قاعدة بيانات كرة القدم.إي يو (الإنجليزية)
- شو كاميمورا على موقع Soccerway.com (الإنجليزية)